# Armando Bortolaso
Armando Bortolaso SDB (ur. 17 sierpnia 1926 w Villaganzerli di Castegnero, zm. 8 stycznia 2019 w Libanie) – włoski duchowny rzymskokatolicki posługujący w Syrii, w latach 1992–2002 wikariusz apostolski Aleppo.

## Życiorys
Święcenia kapłańskie przyjął 15 lipca 1953. 9 lipca 1992 został prekonizowany wikariuszem apostolskim Aleppo. Sakrę biskupią otrzymał 4 października 1992. 21 listopada 2002 przeszedł na emeryturę.